# 文学批评
文学批评或文學評論（英語：Literary criticism）指对文学的研究和評論。方法及論點多樣，依評論者的立場，研究主題和學派而有所不同，各文学理论學派是現代文学批评及學術界的主流和基礎，其专注于对文学的技巧和目标进行哲学性的探讨。
在文學理論的框架中，文学批评是从文学理论中分离出来的独立範疇，抑或是直接源於對具體文學作品的分析及分析過程中遇到的问题（批判的問題）還沒有定論。一些评论家认为文学批评是文学理论的实践，因为批评总是直接处理文学作品，而理论可能更为一般而抽象。
文学批评往往呈现为文章或专著。学术型的文学批评家在文学系任教，并在学术期刊上发表文章；著名的批评家则在大众期刊上发布他们的批评，例如《泰晤士报文学副刊》、《纽约时报书评》、《纽约书评》、《伦敦书评》、《国家》、《纽约客》。

## 文学批评史

### 古典、中世纪及阿拉伯世界早期文學的批評
文學批評的歷史幾乎與文學本身一樣悠久。早在公元前4世紀的古希臘，亞里士多德就在其著作《詩學》中奠定了西方文學批評的基礎。《詩學》通過其對「模仿」本質、文學分類、構成要素等的系統性探討，首次為文學（主要指詩歌）確立了相對清晰的研究範疇，並且引入了許多沿用至今的關鍵文學術語。 在這部著作中，他不僅深入分析了不同文學體裁（如悲劇、史詩）的特徵，還對當時的藝術作品進行了細緻評論。他提出的「模仿」（mimesis）和「淨化」（catharsis）等核心概念，至今仍是文学研究的重要基石。與亞里士多德同時代的柏拉圖，雖然對詩歌持批判態度（指其為「模仿」、「劣等」和「虛偽」），但他的觀點同樣構成了早期文學批評的重要部分。幾乎在同一時期，古印度的婆羅達牟尼也在其經典《戲劇學》中，對古印度文學和梵語戲劇進行了深入的批評與闡述。
在後古典及中世紀時期，文學批評的重心轉向宗教文本。由此發展出的宗教詮釋傳統及解經學（或詮釋學）方法，深刻影響了後世對世俗文學的研究。這一點在猶太教、基督教和伊斯蘭教的文學詮釋傳統中尤為明顯。
從公元9世紀起，在阿拉伯世界（尤其是在伊斯蘭黃金時代），文學批評以其特有的形式開始應用於文學（特別是詩歌）的分析與評論中。它可能受到了早期（如古希臘）傳統的影響，但也發展出了自身的特點，更側重於修辭（Balagha）、語言的精確性、詩歌的韻律和辭藻等方面。重要的代表包括賈希茲（Al-Jahiz）的《雄辯與闡明》（al-Bayan wa-l-tabyin）和《動物之書》（al-Hayawan），以及身為阿拔斯王朝王子及詩人的阿卜杜拉·伊本·穆阿塔茲（Abdullah ibn al-Mu'tazz）的《精妙（修辭）之書》（Kitab al-Badi）。其中，《精妙（修辭）之書》被認為是阿拉伯文學批評史上第一部系統研究和分類詩歌修辭手法（稱為「巴迪」/ Badiʿ，指新穎、精美的修辭格，如對偶、比喻、雙關等）的著作，對後世詩歌創作和評論影響深遠。
重点文本
- 柏拉图：《离子（对话篇）》《理想国》《克拉底鲁》
- 亚里士多德：《诗学》《修辞学》
- 贺拉斯：《诗歌艺术》
- 隆基努斯：《论崇高》
- 普罗提诺：《论知性美》
- 圣奥古斯丁：《论基督教的教义》
- 波爱修斯：《哲学的慰藉》
- 阿奎那：《神圣教义的本质与领域》
- 但丁：《宴会》《致Can Grande Della Scala的信》
- 薄伽丘：《但丁的生活》《外邦神的家谱》
- 乔万尼·薄伽丘：《戏剧》
- 克里斯蒂娜·德·皮桑：《女士之城》
- 婆罗多牟尼：《戏剧》
- Rajashekhara：《文学探究》
- 蚁垤：《诗的发明》（选自《罗摩衍那》）
- Anandavardhana：《小建议》
- 曹丕：《典論論文》
- 陸機：《文賦》
- 刘勰：《文心雕龍》
- 鍾嶸：《詩品》
- 王昌龄：《诗格》
- 司空图：《二十四诗集》

### 文艺复兴时期的批评
文藝復興時期的文學批評，植根於人文主義對古典時代智慧的重新發掘與尊崇，深刻地塑造了近代西方的文學觀念。這一時期的批評家們致力於將古希臘羅馬的文學理念（尤其是亞里士多德的《詩學》和賀拉斯的《詩藝》）重新闡釋並發展為一套新的文學創作與評價準則，即「新古典主義」。這種思潮強調理性、秩序、合宜性（decorum，即風格、語言需符合人物身份、題材的嚴肅性）、擬真性（verisimilitude，即對現實的高度逼真模仿），並特別追求文學形式（如遵循嚴格的文體格律、結構的完整性）與道德內容（如傳達普遍真理、促進社會美德）的協調統一，旨在達到賀拉斯所倡導的「寓教於樂」（dulce et utile）的理想效果。
在這樣的文化氛圍下，文學的地位空前提升，被尊為文化傳承與人文教育的核心。古典文學被視為智慧、修辭技巧與倫理生活的寶庫，因此，當時的詩人和作家被視為文化英雄，肩負著維護和延續這一偉大文學傳統的神聖使命，其作品不僅追求美學價值，更被寄予了重要的社會與道德教化功能。
文藝復興時期文學批評的正式興起，與古典文獻的再發現密不可分。1498年是一個重要的里程碑，喬爾喬·瓦拉（Giorgio Valla）將長期相對湮沒的亞里士多德《詩學》翻譯成拉丁文出版，使得這部著作能在更廣泛的學者（而非僅限於懂希臘文的學者）中流傳開來，與此同時，印刷術的普及也極大地方便了古典文本的傳播。自此以後，亞里士多德的《詩學》便確立了其在文學批評領域的權威地位，其影響力一直持續到18世紀末期，為分析文學作品（特別是戲劇）提供了看似科學且系統化的理論框架。在眾多文藝復興時期的批評家中，意大利的洛多維科·卡斯特爾維特羅（Lodovico Castelvetro）堪稱影響最為深遠的人物之一。他在1570年用意大利文為《詩學》撰寫的詳盡評註中，不僅對文本進行了細緻的闡釋，更對戲劇的「三一律」（the three unities，即要求戲劇行動、時間和地點保持單一、集中）提出了極為嚴格甚至僵化的解釋。儘管這種嚴苛的規定並非亞里士多德的原意，卡斯特爾維特羅的闡釋卻對後來的戲劇理論，特別是17世紀法國古典主義戲劇，產生了巨大的影響。除他之外，像意大利的尤利烏斯·凱撒·斯卡利傑（Julius Caesar Scaliger）、英國的菲利普·西德尼爵士（Sir Philip Sidney）等人也是這一時期重要的文學批評家，共同推動了新古典主義文學理念的形成與發展。
重点文本
- Lodovico Castelvetro：《亚里士多德的诗学翻译与解释》
- 菲利普西德尼：《为诗道歉》
- 雅格布崇义：《论但丁喜剧的辩护》
- 托尔夸托·塔索：《关于英雄诗歌的论述》
- 培根：《学习进步》
- 亨利雷诺：《Mythomystes》
- John Mandaville：《撰写于14世纪中叶 - 最有可能是法国医生》

### 启蒙时期的批评
啟蒙時期的文學批評（約17世紀末至18世紀末）深受理性主義、經驗主義及社會進步信念的影響，它既是新古典主義的延續，也開啟了重要的轉變。此時期的批評家普遍推崇理性，強調文學作品應具備清晰的邏輯、自然的秩序以及對普遍人性的洞察，如亞歷山大·蒲柏便致力於為文學制定合乎理性的規則。同時，文學的道德教化和社會功能被置於重要位置，伏爾泰、狄德羅等思想家常將文學視為傳播啟蒙思想、批判社會弊端、促進寬容與改良的有力工具，體現了文學創作與時代的社會改革理想的緊密聯繫。這一時期的批評，試圖建立一套基於普遍理性和自然觀察的評判標準，以取代僅僅依賴傳統權威的模式。
此外，啟蒙時期並非全然由理性主導，中後期開始，對情感 (Sentiment) 與感受力 (Sensibility) 的重視日益增加，文學喚起讀者同情與共鳴的能力受到關注，這在很大程度上受到了盧梭等思想家的啟發，他強調真摯情感的價值。與此並行，對天才 (Genius) 的獨特創造力和獨創性 (Originality) 的欣賞也逐漸超越了對古典模仿的強調，如德國的萊辛便挑戰僵化的法國古典主義規則，推崇莎士比亞式的獨創。隨著印刷普及和公共領域（如期刊、沙龍）的擴大，「品味 (Taste)」成為批評的核心議題，引發了關於美學標準的廣泛公共討論。小說等新興文類的崛起，也促使批評界不得不面對和評價古典理論未曾涵蓋的新形式。因此，啟蒙時期的文學批評展現了理性與情感、遵循規則與推崇獨創性之間複雜的互動與張力。以塞繆爾·約翰遜為例，他既尊重古典原則，又憑藉其常識與經驗主義的洞察力，深刻理解並讚揚了莎士比亞等作家的天才。這一時期不僅精煉了新古典主義的某些方面，更關鍵的是引入並探討了情感、個體性與歷史視角等新元素，它標誌著西方文學觀念演變的關鍵階段，為接下來的浪漫主義文學思潮鋪平了道路。

#### 重点文本
- 托马斯·霍布斯：《答达文特对Gondibert的序言》
- 皮埃尔·高乃依：《行动，时间和地点三者的统一》
- 约翰·德莱顿：《一部戏剧性的诗歌》
- 尼古拉·布瓦洛：《诗歌艺术》
- 约翰·洛克：《一篇关于人类理解的文章》
- John Dennis：《现代诗歌的进步与改造》
- 亚历山大·蒲柏：《一篇关于批评的论文》
- 约瑟夫·艾迪生：《论想象的乐趣》（“观察家”散文）
- 詹巴蒂斯塔·维柯：《新科学》
- 埃德蒙·伯克：《对我们崇高美的思想渊源的哲学探讨》
- 大卫·休谟：《品味标准》
- 塞缪尔·约翰逊：《论小说，拉塞拉斯，莎士比亚序言》
- Edward Young：《关于原始构图的猜想》
- 戈特霍尔德·埃夫莱姆·莱辛：《拉奥孔》
- 約書亞·雷諾茲：《关于艺术的论述》
- Richard Sharp：《散文与诗歌中的书信与文章》
- 德尼·狄德罗：《表演的悖论》
- 伊曼努尔·康德：《判断力批判》
- 玛丽·沃斯通克拉夫特：《女權辯護》
- 威廉·布莱克：《天堂或地狱的婚姻》，《给Thomas Butts的信》，《雷诺兹话语的诠释》，《描述性目录》，《愿最后的审判》，《论荷马的诗歌》
- 弗里德里希·席勒：《关于人的审美教育的几封信函》
- 卡爾·威廉·施勒格爾：《批评的片段》，《关于雅典娜的片段》，《论不理解》

### 19世纪的批评
十九世纪初的英国浪漫主义运动将全新的审美理念引入文学研究，这就是：文学对象未必一定得是漂亮的、高贵的或者完美的；文学本身就具有化腐朽为神奇的力量。
在德国，古典主义之后继起的浪漫主义文学理念强调了碎片化的审美观（an aesthetic of fragmentation ），对于英语文学的读者而言，这个观点具有惊人的现代性；相比于严肃的英语浪漫主义观来讲，它也更加着重地强调所谓的“智慧”或者“诙谐”（德文词：Witz）。
到了十九世纪后期，文学作品给一些作家们带来的声誉反而不如其文学评论带来的大，例如马修·阿诺德（Matthew Arnold）就是这样。

#### 重点文本
- 威廉·华兹华斯：《第二版序言》抒情歌谣
- 杰曼·德·斯戴尔：《文学与社会制度的关系》
- 弗里德里希·谢林：《论造型艺术与自然的关系》
- 塞缪尔·泰勒·柯勒律治：《莎士比亚的判断与他的才能相等》，《论礼貌批评的原则》，《政治家手册》，《传记文学》
- 威廉·馮·洪堡：《文集》
- 约翰·济慈：《给本杰明贝利的信》，《乔治和托马斯济慈》，《约翰泰勒》，和《理查德伍德豪斯》
- 阿图尔·叔本华：《意志与想法的世界》
- Thomas Love Peacock：《诗歌代四个时代》
- 雪莱：《诗歌的辩护》
- 约翰·沃尔夫冈·冯·歌德：《与Eckermann的对话》，《马克西姆No.279》
- 格奥尔格·威廉·弗里德里希·黑格尔：《美术哲学》
- 托马斯·卡莱尔：《符号》
- 约翰·斯图尔特·密尔：《什么是诗歌？》
- 拉尔夫·沃尔多·爱默生：《诗人》
- 沙尔-奥古斯丁·圣伯夫：《什么是经典？》
- 爱伦·坡：《诗意原则》
- 马修·阿诺德：《1853年版序》诗歌，《当代批评的方式》，《诗歌研究》
- 依波利特·阿道尔夫·丹纳：《英国文学与语言史》
- 夏尔·波德莱尔：《1859年的沙龙》
- 马克思：《德意志意识形态》，《政治经济学批判》
- 索倫·奧貝·克爾凱郭爾：《两个时代：文学评论》，
- 尼采：《悲剧的诞生》，《超常意义中的真实与虚假》
- Walter Pater：《文艺复兴史研究》
- 左拉：《实验小说》
- 阿纳托尔·法郎士：《灵魂的冒险》
- 王尔德：《说谎的衰败》
- 馬拉美：《文学的演变》，《书：精神之谜》，《文学之谜》
- 列夫·托爾斯泰：《What Is Art?》

### 新批评
虽然已经有了很多重要的审美运动做为先驱，但是关于文学批评的现代观点，却是脱胎于二十世纪初发展起来的全新进路。在这一世纪之初，以“俄罗斯形式主义”之名著称的批评流派，以及稍晚一些的英美新批评主义开始主宰英语世界的文学讨论和研究。这两个学派都大大拔高了文本研读在文学批评中的价值，认为它比一般化的讨论、比对作者意图或者读者反应的探究远为重要。尽管上述学派早已衰落，但这种对于文学形式的强调、对“文字本身”的严肃关注却一直持续到现在。

### 理论
诺思洛普·弗莱（ Northrop Frye ）于1957年出版了一本很有影响力的《对批评的剖析》（Anatomy of Criticism）。在这本书中，他评论说，一些批评家倾向于先接受某种思想体系（ideology），然后以这一体系为基准评判文学作品。这一视角对现代的保守派思想家们影响极大。例如E·迈克尔·琼斯( E. Michael Jones)在他的《堕落的现代人》（Degenerate Moderns）中，就据此论争说，斯坦利·费希（Stanley Fish ）因为自己曾经通奸过，便排斥谴责通奸的古典文学。
二十世纪六十年代晚期之前，新批评主义差不多就是英美文学圈的主角。这段时间里，受结构主义、后结构主义和其他欧陆哲学的影响，英美各个大学的文学部见证了一套更加系统的哲学性文学理论的崛起。这股潮流一直持续到八十年代中期，此时人们对“理论”的兴趣达到顶峰。此后的批评家们，虽然毫无疑问地仍然受其影响，但是也就开始舒舒服服地解读文本，而不再去构想一套系统的方法论和哲学预设了。

#### 20世纪重点文本
- 贝内德托·克罗齐：《审美》
- A. C. Bradley：《为诗歌的酒所作的诗》
- 西格蒙德·弗洛伊德：《创意作家和白日梦》
- 弗迪南·德·索緒爾：《普通语言学课程》
- 克勞德·李維-史陀：《神话的结构研究》
- T. E. Hulme：《浪漫主义与古典主义》，《柏格森的艺术理论》
- 瓦尔特·本雅明：《论语言本身和对人的语言》
- 维克托·什克洛夫斯基：《作为技术的艺术》
- T·S·艾略特：《传统与个人才能》，《〈哈姆雷特〉及其问题》
- 歐文·白璧德：《浪漫的忧郁》
- 卡尔·荣格：《论分析心理学与诗歌的关系》
- 托洛茨基：《形式主义诗派与马克思主义》
- Boris Eikhenbaum：《“形式方法”论》
- 弗吉尼亚·吴尔夫：《一个人的房间》
- 瑞恰慈：《实践批评》
- 米哈伊尔·米哈伊洛维奇·巴赫京：《史诗与小说：走向小说研究的方法论》
- 喬治·巴代伊：《支出概念》
- John Crowe Ransom：《诗歌：本体论的一个注记》，《对纯粹猜测的批评》
- R. P. Blackmur：《评论家的工作》
- 雅各·拉岡：《作为精神分析经验中我所揭示的功能的镜像阶段》，《自弗洛伊德以来无意识或理性中的信函机构》
- 格奥尔格·卢卡奇：《资产阶级美学中和谐人的理想》，《艺术与客观真理》
- 保羅·瓦勒里：《诗与抽象思维》
- Kenneth Burke：《作为生活设备的文学》
- 恩斯特·卡西尔：《艺术》
- 威廉·K·維姆薩特和Monroe Beardsley：《故意谬误》，《情感谬误》
- 克林斯·布鲁克斯：《释义的异端》，《作为结构原则的反讽》
- Jan Mukařovský：《标准语言和诗歌语言》
- 让-保罗·萨特：《为什么写作？》
- 西蒙·波娃：《第二性》
- Ronald Crane：《对诗歌结构的更充分批判》
- Philip Wheelwright：《燃烧的喷泉》
- 狄奧多·阿多諾：《文化批评与社会》，《美学理论》
- 罗曼·雅各布森：《隐喻和转喻的极点》
- 諾思洛普·弗萊：《批评的剖析》，《批评之路》
- 加斯东·巴舍拉：《空间诗学》
- 恩斯特·贡布里希：《艺术与幻想》
- 海德格尔：《语言的本质》，《诗中的语言》，《霍尔德林与诗歌的本质》
- E. D. Hirsch：《客观解释》
- 诺姆·乔姆斯基：《句法理论的各个方面》
- 让·斯塔罗宾斯基：《透明与障碍》，《镜中的忧郁》
- 雅克·德里达：《人文科学话语中的结构，标志与游戏》
- 罗兰·巴特：《结构主义活动》，《作者之死》
- 米歇尔·福柯：《真理与力量》，《什么是作者》，《语言论述》
- Hans Robert Jauss：《文学史是对文学理论的挑战》
- Georges Poulet：《阅读现象学》
- 雷蒙德·威廉斯：《国家与城市》
- 莱昂内尔·特里林：《自由主义想象力》
- 茱莉亞·克莉斯蒂娃：《从一个身份到另一个身份》，《女人的时间》
- 保罗·德曼：《符号学与修辞学》，《时间性的修辞》
- 哈羅德·布魯姆：《焦虑的影响》，《诗性传统的辩证法》
- 奇努阿·阿切贝：《殖民主义的批评》
- Stanley Fish：《正常情况，文字语言，直接言语行为，普通，每日，很明显，什么都没有说》，和《其他特殊情况》，《这堂课有文字吗？》
- 爱德华·萨义德：《世界，文本和评论家》，《世俗批评》
- Elaine Showalter：《走向女权主义诗学》
- Sandra Gilbert和Susan Gubar：《句子中的感染》，《阁楼里的疯女人》
- Murray Krieger：《“一个清醒梦”：象征性的寓言替代品》
- 吉尔·德勒兹和皮埃尔-菲利克斯·伽塔利：《反俄狄浦斯：资本主义和精神分裂症》
- 勒內·吉拉爾：《牺牲危机》
- 愛蓮·西蘇：《美杜莎的笑》
- Jonathan Culler：《超越解释》
- Geoffrey Hartman：《作为文献的文学评论》
- 沃爾夫岡·伊瑟爾：《保留曲目》
- 海登·懷特：《作为文学神器的历史文本》
- David P. Gontar：《“哈姆雷特变得简单”和“不读莎士比亚”》
- 汉斯-格奥尔格·伽达默尔：《真理与方法》
- 保罗·利科：《作为认知，想象和感受的隐喻过程》
- Péter Szondi：《论文本理解》
- M. H. Abrams：《如何用文本做事》
- J. Hillis Miller：《作为东道主的评论家》
- 克利福德·格爾茨：《模糊的体裁：社会思想的改造》
- 菲利波·托马索·马里内蒂：《未来主义的基础和宣言》
- 卓斯坦·查拉：《无懈可击的宣言》
- 安德烈布勒东：《超现实主义宣言》，《1925年1月27日的宣言》
- Mina Loy：《女权主义宣言》
- 橫光利一：《感觉和新感觉》
- Oswald de Andrade：《食人魔宣言》
- 安德烈·布勒東，托洛茨基和迭戈·里韋拉：《宣言：迈向自由革命的艺术》
- 胡适：《关于文学改革的几点建议》
- 奥克塔维奥·帕斯：《弓和里拉》

### 书籍的历史学
书籍历史学研究与其他形式的文学批评相联系着。它是一个学科交叉的领域，借鉴了文献目录学、文化史、文学史和媒介理论的学术方法。以生产、流动和文本的接受、材料的形式为主要关注点，书籍历史学试图寻找文本形式与其内容方面的关联。

### 文学批评之现状
今天，伴随着更加保守的文学批评观（也就是新批评主义者很可能会支持的观念，文学批评的兴趣和欧陆哲学在大学的文学部里和平共存。关于文学批评的目标和方法的不同意见，曾经是正在兴起的两派文学批评理论的各自标志和争论焦点，如今都已经消退了。很多批评家觉得，他们现在能够从一大组高度多元的方法和进路中做拣选。
一些批评家主要处理理论文本，而另一些读更多的传统文学。尽管对文学正典的兴趣从来不曾减退，但很多批评家也开始对少数民族文学和妇女文学发生兴趣，与此同时，也有很多受到文化研究学影响的批评家开始阅读流行大众文本，例如连环画或低俗/类型小说。文化生态学批评者（Ecocritics）已经描绘出了文学和自然科学的联系。达尔文主义文学研究考虑了进化论背景下人性如何受影响。很多文学批评家也致力于电影批评或者传媒研究，一些则写了知识史方面的书，一些则把社会史的研究方法和结论引入了文学阅读中。

## 对学院式批评之价值的质疑
文学批评的价值一直受到一些著名艺术家的质疑。 纳博科夫争论说，一位好的读者在读书、尤其是读文学杰作之时，其目的并不是“学术研究”，更不是致力于归纳“文学的普遍规律”。詹姆斯·乔伊斯的孙子，Stephen J. Joyce于1986年在哥本哈根参加一个乔伊斯作品学术研讨会之时，说到：“如果祖父在这里的话，他会笑死的......既然《都柏林人》和《一个青年艺术家的肖像》可以被随便哪位读者拿起来阅读和欣赏，而无需任何学术指导、文学理论或者复杂的诠释，那么《尤利西斯》也是一样——只要你把那些文学批评的噪声抛诸脑后。”他又质问道，美国国会图书馆收藏了261本文学批评著作，它们是否真的为乔伊斯的文学遗产增添了光彩？

## 研究書目
- 廖炳惠：《關鍵詞200：文學與批評研究的通用詞匯編》（台北：麥田出版，2003）。
- 趙毅衡：〈有罪推定式的「文學批評」 （页面存档备份，存于）〉。